# Aspach-le-Bas
Aspach-le-Bas – miejscowość i gmina we Francji, w regionie Grand Est, w departamencie Górny Ren.
Według danych na rok 1990 gminę zamieszkiwało 869 osób, 108 os./km².